# As-Sisnijja
As-Sisnijja (arab. السيسنية) – miasto w Syrii, w muhafazie Tartus. W 2004 roku liczyło 2667 mieszkańców.